# شهرستان آلغا
شهرستان آلغا (به قزاقی: Алға ауданы، العا اۋدانى) یک منطقهٔ مسکونی در قزاقستان است که در استان آق‌توبه واقع شده‌است.

## خصوصیات
شهرستان آلغا ۳۸٬۹۶۱ نفر جمعیت دارد.